# Der Italiener (2006)
Der Italiener (Originaltitel: Il caimano) ist ein italienischer Spielfilm aus dem Jahr 2006. Regisseur war Nanni Moretti.

## Handlung
Ein zweitklassiger Filmproduzent, Bruno Bonomo („Gutmensch“), der in den 1970er Jahren zusammen mit seiner Frau Trashfilme drehte, befindet sich sowohl beruflich als auch privat in einer schwierigen Situation. Sowohl seine Produktionsfirma als auch seine Ehe stehen vor dem Scheitern. Seine einzige Rettung scheint sich durch eine junge Regisseurin zu ergeben, die einen Film mit dem Titel Il Caimano drehen möchte, der die Lebensgeschichte von Silvio Berlusconi erzählt.

## Kritik
Das Lexikon des internationalen Films äußerte, „Nanni Moretti schuf einen heiter-melancholischen Film, der sich im Gewand einer Liebes- und Familienkomödie durch den Film im Film raffiniert mit dem ‚Phänomen Berlusconi‘ befasst und satirisch Kritik am politischen Einfluss geballter Medienmacht übt. Durch die Reibung zwischen den Wirklichkeitsebenen wird der Zuschauer zum Nachdenken und Hinterfragen angeregt.“

## Hintergrund
- Mehrere bekannte italienische Regisseure absolvieren einen Gastauftritt in diesem Film, darunter Giuliano Montaldo, Carlo Mazzacurati, Tatti Sanguinetti, Paolo Virzì und Antonello Grimaldi.

- Der Italiener feierte seine Premiere in Italien am 24. März 2006. Da der Film kurz vor den italienischen Parlamentswahlen in die Kinos kam, wurde spekuliert, inwieweit er die Bevölkerung beeinflussen könnte.

- Der Originaltitel Il caimano ist ein italienischer Spitzname für Berlusconi und bezieht sich auf die Alligatorenart Kaiman

## Auszeichnungen
Internationale Filmfestspiele von Cannes 2006
- Nominierung für die Goldene Palme
- Preis der Stadt Rom für Nanni Moretti

David di Donatello 2006
- Auszeichnung in der Kategorie Bester Film für Angelo Barbagallo und Nanni Moretti
- Auszeichnung in der Kategorie Beste Regie für Nanni Moretti
- Auszeichnung in der Kategorie Bester Hauptdarsteller für Silvio Orlando
- Auszeichnung in der Kategorie Beste Musik für Franco Piersanti
- Auszeichnung in der Kategorie Beste Produktion für Angelo Barbagallo und Nanni Moretti
- Auszeichnung in der Kategorie Bester Ton für Alessandro Zanon
- Kritikerpreis für Nanni Moretti

- Nominierung in der Kategorie Beste Hauptdarstellerin für Margherita Buy
- Nominierung in der Kategorie Bester Nebendarsteller für Nanni Moretti
- Nominierung in der Kategorie Beste Nebendarstellerin für Jasmine Trinca
- Nominierung in der Kategorie Bestes Drehbuch für Nanni Moretti, Francesco Piccolo und Federica Pontremoli
- Nominierung in der Kategorie Beste Kamera für Arnaldo Catinari
- Nominierung in der Kategorie Beste Kostüme für Lina Nerli Taviani
- Nominierung in der Kategorie Bestes Szenenbild für Giancarlo Basili

Europäischer Filmpreis 2006
- Nominierung in der Kategorie Bester Darsteller für Silvio Orlando